# Billingham Cup 1972
Il Billingham Cup 1972 è stato un torneo di tennis giocato sull'erba. È stata la 2ª edizione del torneo, che fa parte dei Tornei di tennis femminili indipendenti nel 1972. Si è giocato a Billingham in Gran Bretagna, dal 17 al 23 novembre 1972.

## Campionesse

### Singolare
Margaret Smith Court ha battuto in finale  Julie Heldman con il punteggio di 7–5, 6–1

### Doppio
Margaret Smith Court /  Virginia Wade hanno battuto in finale  Patti Hogan /  Sharon Walsh con il punteggio di 6–3, 6–2